# Newton County, Arkansas
Newton County är ett administrativt område i delstaten Arkansas, USA. År 2010 hade countyt 8 330 invånare. Den administrativa huvudorten (county seat) är Jasper. 

## Geografi
Enligt United States Census Bureau så har countyt en total area på 2 132 km². 2 131 km² av den arean är land och 1 km² är vatten.

### Angränsande countyn
- Boone County - nord
- Searcy County - öst
- Pope County - sydöst
- Johnson County - syd
- Madison County - väst
- Carroll County - nordväst